# Zibovnik
Zibovnik je naselje v Občini Cerknica.